# 瓦爾特GSP手槍
瓦尔特GSP手枪 是卡尔·瓦尔特运动枪有限公司一款為射击比賽而生產的手枪，可發射.22 LR或.32 S&W Long子弹，主要用於射击运动标准手枪比賽项目中。瓦尔特 GSP Expert是更高精度的衍生版本。

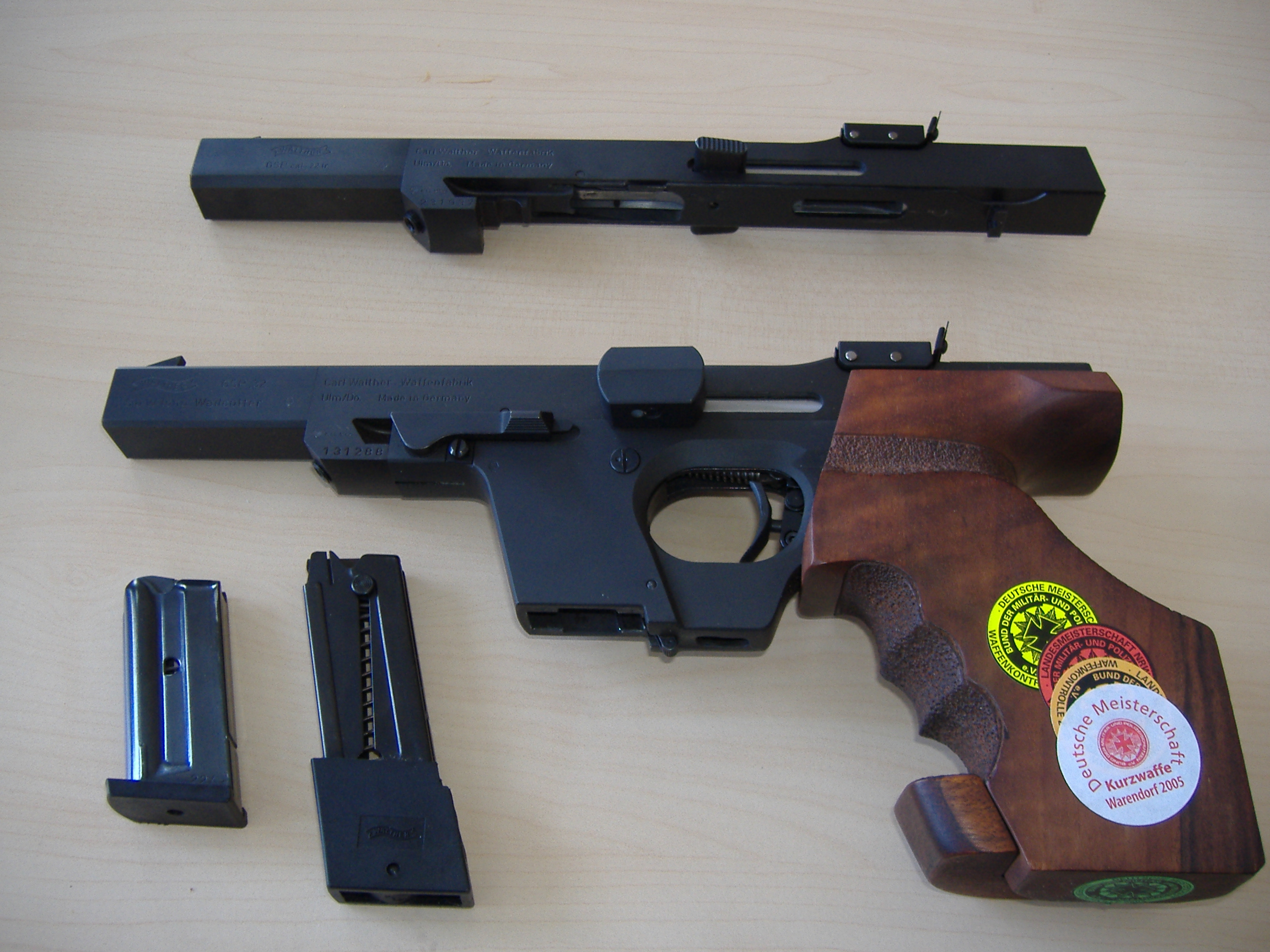
.32 S&W Long口徑的瓦尔特 GSP